# Antiguo Puente ferroviario Biobío en Concepción
El Puente Ferroviario Biobío (actualmente conocido como antiguo Puente Ferroviario) es un viaducto que formó parte del  subramal Concepción-Curanilahue que cruza el Río Biobío, inaugurado en el año 1889. Es el más largo de su tipo en el país. Mientras funcionó, conectó las comunas de Concepción y San Pedro de la Paz de manera ferroviaria. La operación de este puente cesó el 4 de julio de 2025, siendo reemplazado en su función por un nuevo puente, construido de manera paralela, e inaugurado ese mismo año.

## Historia

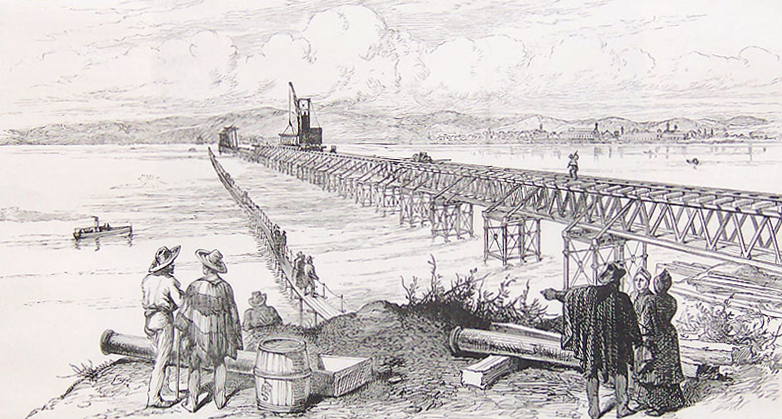
The Bio-Bio Bridge, Chile, litografía del puente publicada por Illustrated London News. Londres, 24 de agosto de 1889. Para ese tiempo el Río Biobío todavía era navegable.

Este puente corresponde al primero en conectar ambas riberas del Biobío en dicho sector. Su construcción comenzó en junio de 1888 para la empresa The Arauco Company Limited y su proyecto del ramal Concepción-Curanilahue, con la finalidad de conectar a la ciudad de Concepción con las minas de carbón en Lota y el puerto de Coronel.
En un principio conectaba la antigua Estación Chepe con la Estación Biobío. Luego en 1957 fue traspasado desde la Compañía Carbonífera e Industrial Lota (CCIL) a formar parte de la Red Sur de la Empresa de los Ferrocarriles del Estado, constituyéndose en el ramal Concepción a Curanilahue incluyendo el subramal de Carampangue a Arauco y de Curanilahue a la Mina Plegarias. En 1996, fue reparado para la operación de trenes de carga con mayor peso por eje y locomotoras Diesel tipo D-2300.
En 2005 fue nuevamente reparado. Se instalaron 32 pórticos que sostienen la catenaria (conjunto de trolley, suspensores y mensajero que constituyen la línea aérea eléctrica) que entrega la energía necesaria (3000 voltios CC) a los automotores del tren de cercanías Biotrén. Además, se le sometió a un proceso de arenado o carenado, se pintó con anticorrosivo y se le cambió la totalidad de sus durmientes de madera, prolongando en 20 años su vida útil. A principios de 2006 se procedió de cambio de algunas piezas dañadas y se aseguró su estructura, completando su reparación, dejándolo en condiciones de aumentar la velocidad de sector en el viaducto.
Conectó la Estación Concepción con la Estación Juan Pablo II, pertenecientes a la Línea 2 del servicio Biotren. El trayecto de esta línea pasando por el puente abarcó las comunas de Concepción y San Pedro de la Paz desde 2005, sumándose la de Coronel en 2016.
Desde el 9 de diciembre de 2022 se encontró suspendido el tránsito de trenes por el puente debido al daño en una de sus cepas. Este termina sus reparaciones y es reabierto el 17 de abril de 2023. Sin embargo, debido a daños estructurales a causa de las crecidas del río a causa del temporal de Chile de junio de 2023, el puente vuelve a ser cerrado el 27 de junio en un corte que perduró solo mediodía. Después se produjeron una tercera y cuarta interrupción en el mes de agosto 2023 por una nueva alza del caudal producto de un sistema frontal que afectó al país, cerrando originalmente su paso temporalmente entre el 21 y 22 de agosto, volviendo a cerrar el 24 de agosto ya que el último aumento de caudal provocó daños en las cepas 29 y 30. Este último cierre se anunció que sería por al menos 60 días, pero se extendió por 73 días, reabriéndose el 6 de noviembre. Estos han sido cuatro cortes del viaducto ferroviario en menos de un año, y tres en menos de dos meses. Cuando ocurrían, se colocan a disposición de los pasajeros buses de acercamiento en las estaciones Juan Pablo II y Concepción.
El 4 de julio de 2025 el puente ferroviario dejó sus funciones tras 135 años de servicio. El último tren de pasajeros en circularlo fue el habitual Biotren de las 22:45 horas de ese día desde Concepción a Coronel, el primero lo había cruzado en 1890.

### Nuevo puente y uso del antiguo
En 2022 se inició el proceso de construcción del Nuevo puente ferroviario Biobío en Concepción, el cual buscaba reemplazar este puente. Se proyectó que las obras deberían concluir en el año 2025. La operación del nuevo puente se hizo de manera parcial, habilitando una sola de sus vías.
El nuevo puente implicó dejar de utilizar el antiguo de manera total, siendo este desconectado de la red ferroviaria. Hasta el momento de su cierre, no había certeza respecto del uso que debería darse al antiguo puente. En este contexto, autoridades comunales han propuesto convertir el antiguo viaducto en un espacio de recreación y esparcimiento para la comunidad, aprovechando su valor histórico y la conexión que ofrece sobre el río Biobío. La idea, respaldada por distintos alcaldes de la región, consiste en mantener el puente como un lugar peatonal y turístico, integrándolo a proyectos de ciclovías o paseos miradores. Sin embargo, todavía falta contar con estudios técnicos y definir los recursos necesarios, así como determinar la posición de las entidades gubernamentales y la sociedad civil.
Tras concluir las operaciones del viejo puente, el Consejo de Monumentos Nacionales (CMN) reconoció su valor histórico y abrió la posibilidad de declararlo Monumento Nacional, como vía para conservar su legado y explorar nuevos usos. Si bien no existe un ingreso oficial para que adquiera dicho reconocimiento, existe un interés público para su reconversión, anclado en su carácter patrimonial.

## Arquitectura
El puente, según algunas fuentes, tiene una longitud de 1886 metros y está hecho de acero. En su acceso norte es precedido por un túnel de 225 metros de largo, que pasa por debajo del Cerro Chepe con el objeto de proteger la vía de las crecidas del río Bío-Bío.[cita requerida] No obstante lo anterior, originalmente el puente ferroviario Biobío tenía 62 tramos (vanos) metálicos de 25,531 m cada uno más 61 cepas de 4,26 m cada una y 121 juntas de dilatación que suman 7,44 m en total, sumando una longitud total de 1859,92 m original.
Sin embargo, a comienzos del siglo xx se cayeron 2 tramos (vanos) y 2 cepas siendo reemplazados por 2 tramos (vanos) metálicos más largos de 31,314 m cada uno y no se consideraron cepas iguales a las antiguas, sino cepas tubulares bajo los tableros sin aumentar la longitud de los tramos (vanos). De lo restante, quedaron originales 60 tramos (vanos) metálicos de 25,531 m cada uno más 59 cepas metálicas de 4,26 m cada una, las 121 juntas de dilatación que suman 7,44 m en total y se le agregaron los nuevos 2 tramos (vanos) metálicos de 32,314 m cada uno, llegando así a los actuales 1864,64 m total.
El libro Ferrocarriles de Chile. Historia y Organización, publicado en 1943, informado previamente por EFE con fecha 4 de septiembre de 1942 y autorizado por el ministro de Obras Públicas y Vías de Comunicación el 7 de septiembre del mismo año, confirma esta medición exacta con 1864,6 m.

## Galería

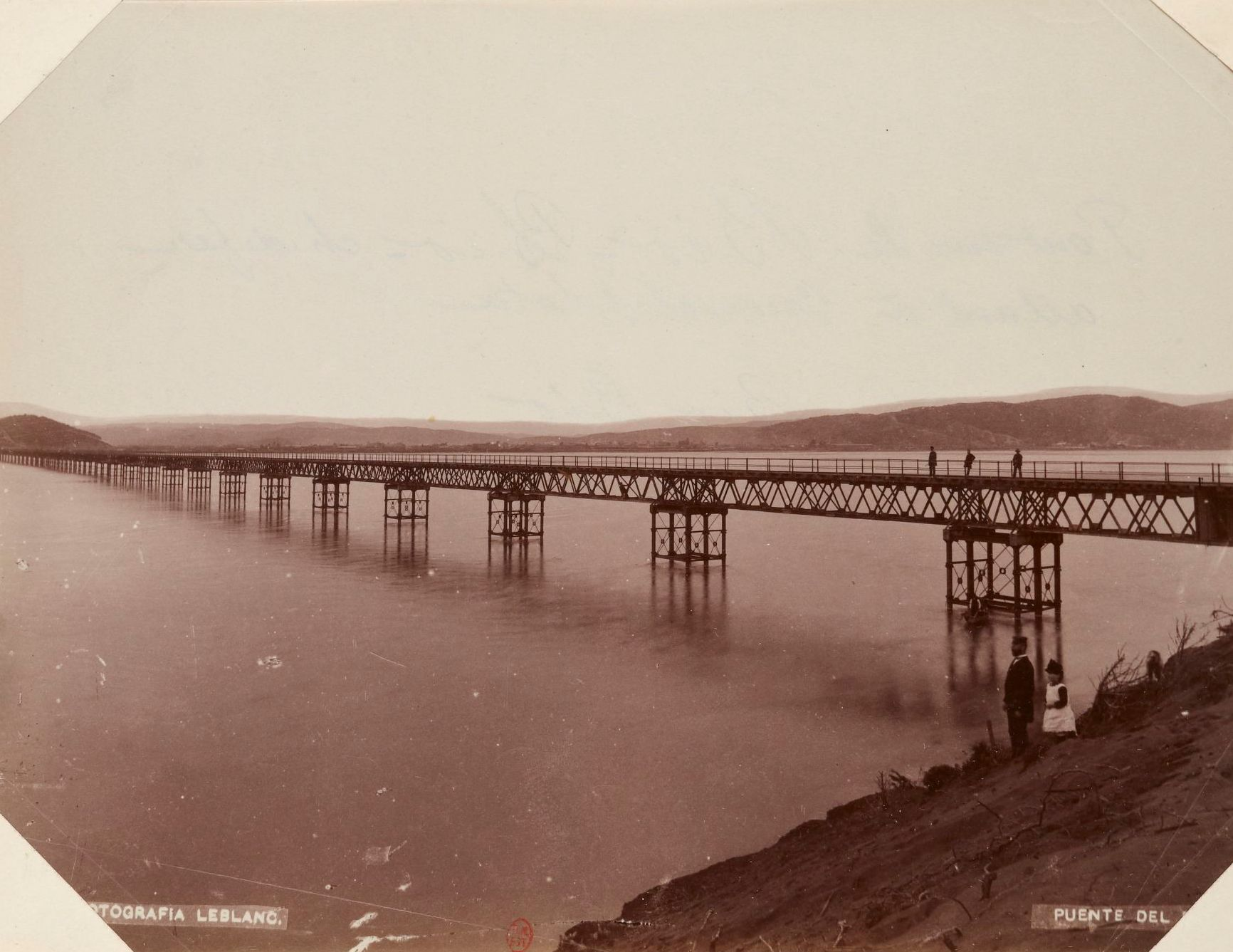
Fotografía de 1900.
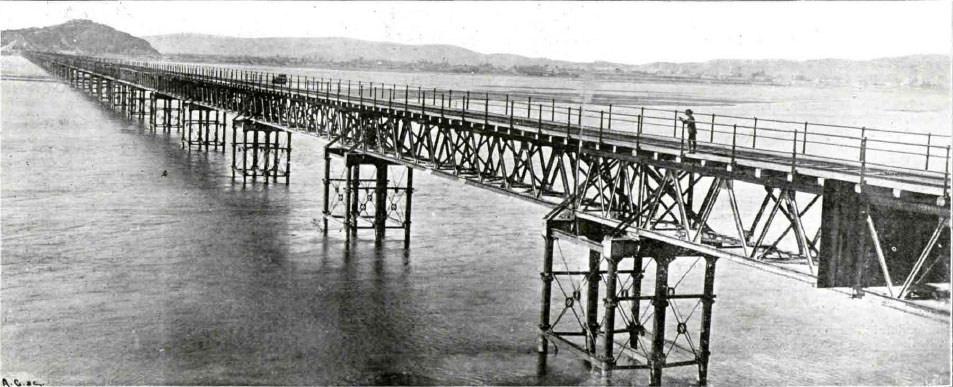
Fotografía de 1901.
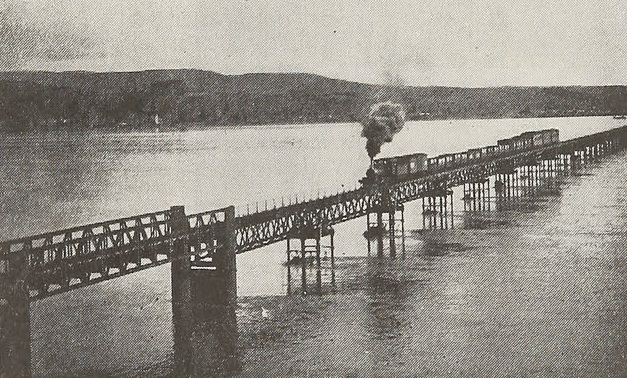
Puente en 1933, con un tren mixto conformado por una locomotora a vapor, vagones de carga y coches de pasajeros.
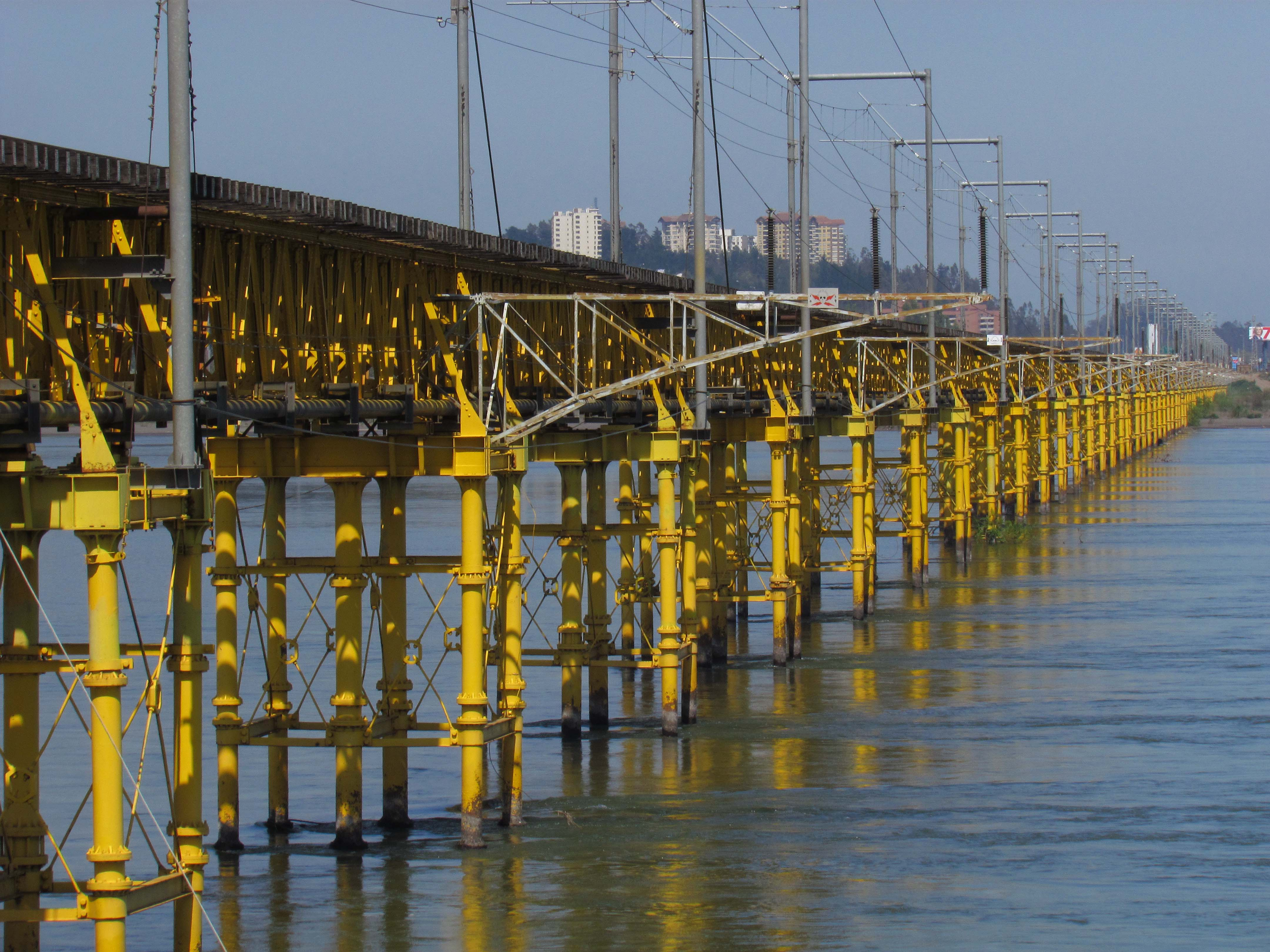
Detalle de la estructura del puente en 2013.
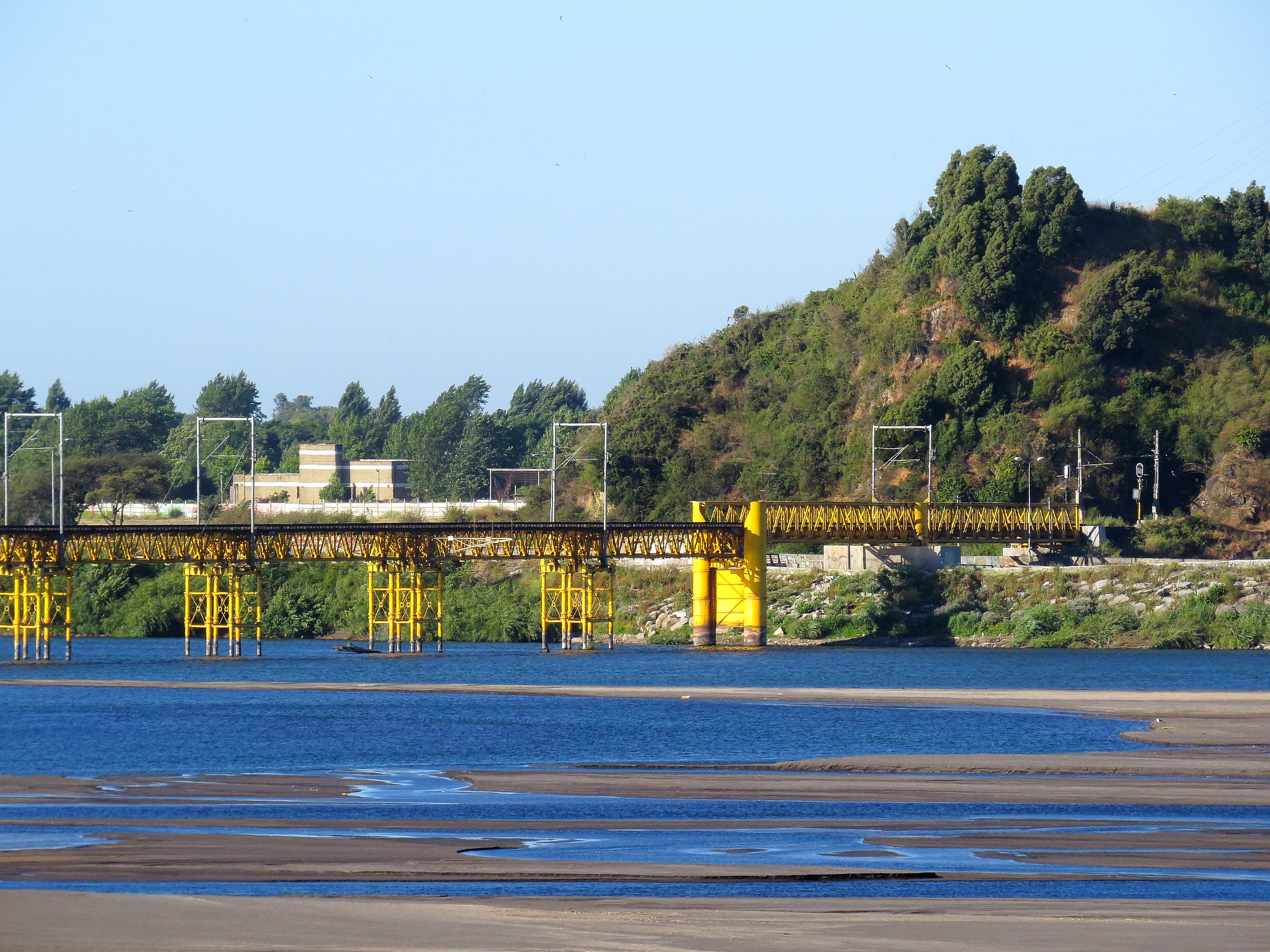
El puente a su llegada al cerro Chepe, en la ribera norte del río Biobío.